# 抗战纪念塔
抗战纪念塔，位于中国广东省江门市新会区会城镇天禄村，为新会区文物保护单位，类型为近现代重要史迹及代表性建筑，公布时间为1995年。
抗战纪念塔的历史年代为民国。